# 김학성 (1894년)
김학성(金學成, 일본식 이름: 金澤學成가네자와 가쿠세이, 金澤俊光가네자와 도시미쓰, 1894년 5월 18일 ~ ?)은 일제강점기의 지방행정 관료이다.

## 생애
1914년 경상남도 하동군의 하동공립보통학교에서 대용교원으로 잠시 근무하던 중 같은 해 조선총독부 판임관문관보통시험에 합격하면서 총독부 관리가 되었다. 1915년에 판임관 견습으로 경남 창녕군에 발령받았고, 이듬해에는 정식으로 총독부 군서기가 되었다.
군서기로는 창녕군을 시작으로 1918년에 경남 진주군과 남해군으로 차례로 이동해 근무했다. 합천군과 진주군을 거친 뒤 1928년에 의령군 재무계 주임으로 승진하여 대구전매지국 진주출장소에서 재직했다. 1931년에 경남 고성군 재무계 주임 겸 대구전매지국 부산출장소로 발령받았고, 1934년에는 진주군으로 이동했다.
진주군에 근무하던 1935년에 조선총독부의 시정 25주년을 기념하는 표창자 중 한 사람으로 선정된 바 있다. 이후 총독부 군수로 승진하여 일제 강점기 말기에 함안군 군수를 지냈으며, 함안군수로 재직 중이던 1939년을 기준으로 종7위 훈7등에 서위되어 있었다.
2008년 발표된 민족문제연구소의 친일인명사전 수록예정자 명단 중 관료 부문에 포함되었으며 2009년 친일반민족행위진상규명위원회가 발표한 친일반민족행위 705인 명단에 포함되었다.

## 참고자료
- 김학성(金學成) - 국사편찬위원회